# NXT Tag Team Championship
El NXT Tag Team Championship (Campeonato en Parejas de NXT, en español) es un campeonato en parejas de lucha libre profesional creado por la promoción estadounidense WWE y defendido en su marca NXT. Es 1 de los 3 campeonatos masculinos en parejas que la WWE posee para cada una de sus principales marcas, siendo los otros su homólogo de Raw y SmackDown. Los campeones actuales son Hank Walker & Tank Ledger, quienes se encuentran en su primer reinado en conjunto.
El campeonato se creó en enero de 2013, cuando Shawn Michaels hizo una aparición especial y reveló la creación de los Campeonatos en Parejas para NXT, realizándose un torneo para definir a los primeros campeones, el cual fue ganado por los miembros de The British Ambition (Adrian Neville y Oliver Grey).
Tras su creación, fue calificado como un campeonato exclusivo para parejas. Pero, hay excepciones donde más de dos luchadores pueden ser considerados campeones al mismo tiempo — y defender los campeonatos — bajo la llamada Freebird Rule, como fue el caso del primer reinado de The Undisputed Era.

## Historia
En 2010, WWE decidió cerrar la marca ECW y creó un programa donde debutan nuevos talentos del territorio de desarrollo de WWE, Florida Championship Wrestling (FCW). El viejo formato de NXT se dio a conocer el 26 de enero de 2010 donde se anunció que cada semana un rookie abandonaría NXT, dependiendo del número de votos obtenidos. También se anunció que el ganador obtendría una oportunidad titular por cualquier campeonato cuando sea, sin embargo solo los dos primeros ganadores hicieron efectiva su oportunidad, los otros 4 no lo han hecho. El nuevo formato se dio a conocer el 20 de junio de 2012 donde comenzó la sexta temporada, como una nueva era donde nuevos talentos tendrían oportunidad de pertenecer a la nueva marca, tras eso hay 3 marcas en WWE: RAW, SmackDown y NXT.
Después de la creación del Campeonato de NXT en 2012, el 10 de enero de 2013, se anunció un torneo para proclamar a los primeros Campeones en Parejas de NXT.

### Torneo por el título
Luego de ser creado el campeonato, se realizó un torneo para declarar a la primera pareja campeona.

## Campeones
El Campeonato en Parejas de NXT es el título por equipos de la marca NXT, que está vigente desde 2013. Los campeones inaugurales fueron The British Ambition, quienes ganaron un torneo con final en WWE NXT. Desde entonces ha habido 31 distintos equipos y 62 luchadores campeones oficiales, repartidos en 39 reinados en total.
El reinado más largo en la historia del título le pertenece a The Ascension (Konnor y Viktor), quienes mantuvieron el campeonato por 364 días, por otro lado, el reinado más corto lo posee Moustache Mountain, quienes tuvieron en su poder el título por 2 días, sin embargo, debido a la transmisión en diferido WWE reconoce 343 días a The Ascension y 22 días a Moustache Mountain, los cuales aun así seguirían siendo el reinado más largo y el más corto, respectivamente.
En cuanto a los días en total como campeones (un acumulado entre la suma de todos los días de los reinados individuales de cada luchador), The Undisputed Era -Adam Cole, Bobby Fish, Kyle O'Reilly & Roderick Strong- posee el primer lugar, con 606 días en tres reinados. Le sigue The Ascension -Konnor & Viktor- (364 días en un reinado), Axiom & Nathan Frazer (356 días en dos reinados), The Revival -Dash Wilder & Scott Dawson- (326 días en 2 reinados) e Imperium -Marcel Barthel & Fabian Aichner- (263 días en dos reinados). En cuanto a los días en total como campeones, de manera individual, Kyle O'Reilly posee el primer lugar con 606 días en tres reinados. Le siguen Bobby Fish (387 días en 2 reinados), Konnor y Viktor (ambos con 364 días en un reinado), y Axiom y Nathan Frazer (ambos con 356 días en dos reinados).
El campeón más joven en la historia es Tyler Bate, quien a los 21 años y 104 días derrotó, junto a Trent Seven, a The Undisputed Era (Kyle O'Reilly & Roderick Strong) el 19 de junio de 2018 en WWE United Kingdom Championship Tournament. En contraparte, el campeón más viejo es Bobby Fish, quien a los 42 años y 292 días derrotó, junto Kyle O'Reilly, a Street Profits (Angelo Dawkins & Montez Ford) el 15 de agosto de 2019 en WWE NXT. En cuanto al peso de los campeones, The Authors of Pain (Akam & Rezar) son los más pesados, con 286 kilogramos combinados, mientras que Pretty Deadly (Elton Prince & Kit Wilson) son los más livianos, con 158 kilogramos combinados.
Por último, The Undisputed Era es el equipo con más reinados, con tres. Individualmente, Kyle O'Reilly es el luchador con más reinados, con tres.

### Campeones actuales
Los campeones actuales son Hank Walker & Tank Ledger, quienes se encuentran en su primer reinado en conjunto. Walker & Ledger ganaron los títulos después de derrotar a los excampeones Axiom & Nathan Frazer el 19 de abril de 2025 en NXT Stand & Deliver.
Walker & Ledger registran hasta el 16 de agosto las siguientes defensas televisadas:
1. vs. Josh Briggs & Yoshiki Inamura (29 de abril de 2025, NXT)
2. vs. The Culling (Shawn Spears & Niko Vance) (8 de julio de 2025, NXT)
3. vs. Chase University (Uriah Connors & Kale Dixon) (5 de agosto de 2025, NXT)

### Lista de campeones
| N.º | Campeones                                                                               | Lucha                    | Lucha                                      | Lucha                           | Estadísticas | Estadísticas | Estadísticas      | Notas y referencias |
| N.º | Campeones                                                                               | Fecha                    | Evento                                     | Ubicación                       | Reinado      | Días         | Días rec. por WWE | Notas y referencias |
| --- | --------------------------------------------------------------------------------------- | ------------------------ | ------------------------------------------ | ------------------------------- | ------------ | ------------ | ----------------- | --- |
| 1   | The British Ambition (Adrian Neville (1) & Oliver Grey (1))                             | 13 de febrero de 2013    | NXT                                        | Winter Park, Florida            | 1            | 91           | 83                | Derrotaron a Luke Harper & Erick Rowan en la final de un torneo para convertirse en los campeones inaugurales. Bo Dallas reemplazó a Gray cuando estaba lesionado, pero no fue reconocido como campeón. WWE reconoce el reinado desde el 13 de febrero del 2013 hasta el 8 de mayo del mismo año, debido a que ambos episodios se transmitieron en diferido. |
| 2   | The Wyatt Family (Luke Harper (1) & Erick Rowan (1))                                    | 8 de mayo de 2013        | NXT                                        | Winter Park, Florida            | 1            | 49           | 69                | Bo Dallas remplazó a Oliver Grey, quien se encontraba lesionado. WWE reconoce el reinado desde el 8 de mayo del 2013 hasta el 17 de julio del mismo año, debido a que ambos episodios se transmitieron en diferido. |
| 3   | Adrian Neville (2) & Corey Graves (1)                                                   | 17 de julio de 2013      | NXT                                        | Winter Park, Florida            | 1            | 84           | 76                | WWE reconoce el reinado desde el 17 de julio del 2013 hasta el 2 de octubre del mismo año, debido a que ambos episodios se transmitieron en diferido. |
| 4   | The Ascension (Conor O'Brian/Konnor (1) & Rick Victor/Viktor (1))                       | 2 de octubre de 2013     | NXT                                        | Winter Park, Florida            | 1            | 364          | 343               | Durante su reinado, sus nombres fueron acortados a Konnor y Viktor respectivamente. WWE reconoce el reinado desde el 2 de octubre del 2013, cuando se emitió el episodio se transmitió en diferido. Este es el reinado más largo en la historia del campeonato. |
| 5   | The Lucha Dragons (Sin Cara (1) & Kalisto (1))                                          | 11 de septiembre de 2014 | NXT TakeOver: Fatal 4-Way                  | Winter Park, Florida            | 1            | 126          | 139               | WWE reconoce que el reinado finalizó el 28 de nero de 2015, debido a que el episodio se transmitió en diferido. |
| 6   | Wesley Blake (1) & Buddy Murphy (1)                                                     | 15 de enero de 2015      | NXT                                        | Winter Park, Florida            | 1            | 219          | 205               | Durante su reinado, sus nombres fueron acortados a Blake y Murphy respectivamente. WWE reconoce que el reinado comenzó el 28 de enero del 2015, debido a que el episodio se transmitó en diferido. |
| 7   | The Vaudevillains (Aiden English (1) & Simon Gotch (1))                                 | 22 de agosto de 2015     | NXT TakeOver: Brooklyn                     | Brooklyn, Nueva York            | 1            | 61           | 81                | WWE reconoce que su reinado finalizó el 11 de noviembre de 2015, cuando el episodio se transmitió en diferido. |
| 8   | The Revival (Dash Wilder (1) & Scott Dawson (1))                                        | 11 de noviembre de 2015  | NXT                                        | Winter Park, Florida            | 1            | 162          | 142               | Ganaron los campeonatos el 22 de octubre de 2015, pero la WWE les reconoce desde el 11 de noviembre del mismo año, ya que ese día se emitió la pelea en diferido. |
| 9   | American Alpha (Jason Jordan (1) & Chad Gable (1))                                      | 1 de abril de 2016       | NXT TakeOver: Dallas                       | Dallas, Texas                   | 1            | 68           | 67                | [ 10 ] |
| 10  | The Revival (Dash Wilder (2) & Scott Dawson (2))                                        | 8 de junio de 2016       | NXT TakeOver: The End                      | Winter Park, Florida            | 2            | 164          | 164               | [ 11 ] |
| 11  | #DIY (Johnny Gargano (1) & Tommaso Ciampa (1))                                          | 19 de noviembre de 2016  | NXT TakeOver: Toronto                      | Toronto, Ontario, Canadá        | 1            | 70           | 69                | Fue un 2-out-of-3 Falls match. |
| 12  | The Authors of Pain (Akam (1) & Rezar (1))                                              | 28 de enero de 2017      | NXT TakeOver: San Antonio                  | San Antonio, Texas              | 1            | 203          | 202               | [ 13 ] |
| 13  | SAni†Y (Eric Young (1) & Alexander Wolfe (1))                                           | 19 de agosto de 2017     | NXT TakeOver: Brooklyn III                 | Brooklyn, Nueva York            | 1            | 102          | 123               | Originalmente Killian Dain llegó a ser reconocido temporalmente como campeón por la Freebird Rule, además de también defender el título. WWE reconoce que su reinado finalizó el 20 de diciembre de 2017, cuando el episodio se transmitió en diferido. |
| 14  | The Undisputed Era (Adam Cole (1), Bobby Fish (1), Kyle O'Reilly & Roderick Strong (1)) | 29 de noviembre de 2017  | NXT                                        | Winter Park, Florida            | 1            | 180          | 180               | El campeonato fue ganado por Fish y O'Reilly como dúo, pero después de que Fish sufriera una lesión en la rodilla izquierda, Adam Cole le reemplazaría como campeón en NXT: TakeOver: New Orleans, siendo considerado como tal hasta la incorporación de Strong al stable, donde este empezaría a ser reconocido como campeón junto a O'Reilly y Fish bajo la freebird rule; WWE reconoce esto como un solo reinado ininterrumpido para los cuatro. Ganaron los campeonatos el 29 de noviembre de 2017, pero la WWE les reconoce desde el 20 de diciembre del mismo año, ya que ese día se emitió la pelea en diferido. |
| 15  | Moustache Mountain (Tyler Bate (1) & Trent Seven (1))                                   | 26 de junio de 2018      | WWE United Kingdom Championship Tournament | Kensington, Londres, Inglaterra | 1            | 2            | 22                | Ganaron los campeonatos el 19 de junio de 2018, pero la WWE les reconoce desde el 26 de junio del mismo año, ya que ese día se emitió la pelea en diferido. Este es el reinado más corto en la historia del campeonato canonizando las transmisiones en diferido. |
| 16  | The Undisputed Era (Kyle O'Reilly (2) & Roderick Strong (2))                            | 11 de julio de 2018      | NXT                                        | Winter Park, Florida            | 2            | 219          | 198               | Ganaron los campeonatos el 21 de junio de 2018, pero la WWE le reconoce desde el 11 de julio del mismo año, ya que ese día se emitió la pelea en diferido. |
| 17  | War Raiders/The Viking Experience/The Viking Raiders (Hanson/Ivar (1) & Rowe/Erik (1))  | 26 de enero de 2019      | NXT TakeOver: Phoenix                      | Phoenix, Arizona                | 1            | 95           | 109               | Durante su reinado el equipo sería renombrado a The Viking Experience y más tarde a The Viking Raiders, ellos también cambiarían sus nombres a Ivar y Erik, respectivamente. |
| —   | Vacante                                                                                 | 1 de mayo de 2019        | NXT                                        | Winter Park, Florida            | —            | —            | —                 | The Viking Raiders renunciaron a los títulos debido a que fueron promovidos al plantel principal. |
| 18  | The Street Profits (Angelo Dawkins (1) & Montez Ford (1)                                | 1 de junio de 2019       | NXT TakeOver: XXV                          | Bridgeport, Connecticut         | 1            | 75           | 88                | Fue un Ladder match, el cual incluyó a The Undisputed Era (Bobby Fish y Kyle O'Reilly), Danny Burch y Oney Lorcan y The Forgotten Sons (Wesley Blake y Steve Cutler). |
| 19  | The Undisputed Era (Bobby Fish (2) & Kyle O'Reilly (3))                                 | 28 de agosto de 2019     | NXT                                        | Winter Park, Florida            | 3            | 185          | 172               | Ganaron los campeonatos el 15 de agosto de 2019, pero la WWE les reconoce desde el 28 de agosto del mismo año, ya que ese día se emitió la pelea en diferido. |
| 20  | The BroserWeights (Matt Riddle (1) & Pete Dunne (1))                                    | 16 de febrero de 2020    | NXT TakeOver: Portland                     | Portland, Oregón                | 1            | 87           | 86                | El 15 de abril se informó que Pete Dunne no podía viajar a Estados Unidos debido a la Pandemia por Covid-19, el título se puso en juego ante The Undisputed Era y Timothy Thatcher apareció como sustituto, a pesar de esto WWE no reconoce a Thatcher como campeón ya que tampoco portaba el cinturón. |
| 21  | Imperium (Marcel Barthel (1) & Fabian Aichner (1))                                      | 13 de mayo de 2020       | NXT                                        | Winter Park, Florida            | 1            | 105          | 105               | Derrotaron a Matt Riddle y Timothy Thatcher, quien estaba reemplazando a Pete Dunne. |
| 22  | Breezango (Fandango (1) & Tyler Breeze (1))                                             | 26 de agosto de 2020     | NXT                                        | Winter Park, Florida            | 1            | 56           | 56                | [ 25 ] |
| 23  | Oney Lorcan (1) & Danny Burch (1)                                                       | 21 de octubre de 2020    | NXT                                        | Orlando, Florida                | 1            | 153          | 152               | [ 26 ] |
| —   | Vacante                                                                                 | 23 de marzo de 2021      | —                                          | —                               | —            | —            | —                 | El gerente general de NXT, William Regal, despojó del título a los campeones vigentes debido a una lesión en el hombro de Burch. |
| 24  | MSK (Wes Lee (1) & Nash Carter (1))                                                     | 7 de abril de 2021       | NXT TakeOver: Stand & Deliver              | Orlando, Florida                | 1            | 202          | 202               | Derrotaron a Grizzled Young Veterans (James Drake y Zack Gibson) y Legado Del Fantasma (Raúl Mendoza y Joaquin Wilde) para ganar los títulos vacantes. |
| 25  | Imperium (Marcel Barthel (2) & Fabian Aichner (2))                                      | 26 de octubre de 2021    | NXT Halloween Havoc                        | Orlando, Florida                | 2            | 158          | 157               | Derrotaron a MSK (Wes Lee y Nash Carter) en un Lumber Jack-o'-Lantern Match. |
| 26  | MSK (Wes Lee (2) & Nash Carter (2))                                                     | 2 de abril de 2022       | NXT Stand & Deliver                        | Dallas, Texas                   | 2            | 6            | 5                 | Derrotaron a Imperium (Fabian Aichner & Marcel Barthel) y a The Creed Brothers (Brutus Creed & Julius Creed). Este es el reinado más corto en la historia del campeonato sin contar transmisiones en diferido. |
| —   | Vacante                                                                                 | 8 de abril de 2022       | —                                          | —                               | —            | —            | —                 | Debido al despido de Carter. |
| 27  | Pretty Deadly (Elton Prince (1) & Kit Wilson (1))                                       | 12 de abril de 2022      | NXT 2.0                                    | Orlando, Florida                | 1            | 53           | 52                | Derrotaron a The Creed Brothers (Brutus Creed (1) & Julius Creed (1)), Legado Del Fantasma (Raúl Mendoza & Joaquin Wilde), Josh Briggs & Brooks Jensen y Grayson Waller & Sanga en un Gauntlet Match para ganar los títulos vacantes. |
| 28  | The Creed Brothers (Brutus Creed (1) & Julius Creed (1))                                | 4 de junio de 2022       | NXT In Your House                          | Orlando, Florida                | 1            | 92           | 91                | Si The Creed Brothers perdían, hubieran tenido que abandonar Diamond Mine. |
| 29  | Pretty Deadly (Elton Prince (2) & Kit Wilson (2))                                       | 4 de septiembre de 2022  | Worlds Collide                             | Orlando, Florida                | 2            | 97           | 97                | Derrotaron a The Creed Brothers (Brutus Creed & Julius Creed), Josh Briggs & Brooks Jensen y Gallus (Mark Coffey & Wolfgang) en un Fatal Four-Way Elimination Match, donde el Campeonato en Parejas del Reino Unido de NXT de Briggs & Jensen también estuvo en juego, unificando los títulos. |
| 30  | The New Day (Kofi Kingston (1) & Xavier Woods (1))                                      | 10 de diciembre de 2022  | NXT Deadline                               | Orlando, Florida                | 1            | 56           | 56                | [ 36 ] |
| 31  | Gallus (Mark Coffey (1) & Wolfgang (1))                                                 | 4 de febrero de 2023     | NXT Vengeance Day                          | Charlotte, Carolina del Norte   | 1            | 176          | 175               | Derrotaron a The New Day (Kofi Kingston & Xavier Woods), Pretty Deadly (Elton Prince & Kit Wilson) y Chase U (Andre Chase & Duke Hudson). |
| 32  | The D'Angelo Family (Tony D'Angelo (1) & Channing «Stacks» Lorenzo (1))                 | 30 de julio de 2023      | NXT The Great American Bash                | Cedar Park, Texas               | 1            | 86           | 86                | [ 38 ] |
| 33  | Chase University (Andre Chase (1) & Duke Hudson (1))                                    | 24 de octubre de 2023    | NXT Halloween Havoc                        | Orlando, Florida                | 1            | 21           | 21                | [ 39 ] |
| 34  | The D'Angelo Family (Tony D'Angelo (2) & Channing «Stacks» Lorenzo (2))                 | 14 de noviembre de 2023  | NXT                                        | Orlando, Florida                | 2            | 91           | 91                | [ 40 ] |
| 35  | The Wolfdogs (Baron Corbin (1) & Bron Breakker (1))                                     | 13 de febrero de 2024    | NXT                                        | Orlando, Florida                | 1            | 56           | 55                | [ 41 ] |
| 36  | Axiom (1) & Nathan Frazer (1)                                                           | 9 de abril de 2024       | NXT                                        | Orlando, Florida                | 1            | 126          | 126               | [ 42 ] |
| 37  | Chase University (Andre Chase (2) & Ridge Holland (1))                                  | 14 de agosto de 2024     | NXT                                        | Orlando, Florida                | 2            | 19           | 18                | [ 43 ] |
| 38  | Axiom (2) & Nathan Frazer (2)                                                           | 1 de septiembre de 2024  | NXT No Mercy                               | Denver, Colorado                | 2            | 230          | 229               | [ 44 ] |
| 39  | Hank Walker (1) & Tank Ledger (1)                                                       | 19 de abril de 2025      | NXT Stand & Deliver                        | Las Vegas, Nevada               | 1            | 119+         | 119+              | [ 45 ] |

### Total de días con el título
La siguiente lista muestra el total de días que un equipo o luchador ha poseído los campeonatos si se suman todos los reinados que poseen. Actualizado a la fecha del 16 de agosto de 2025.

#### Por equipos

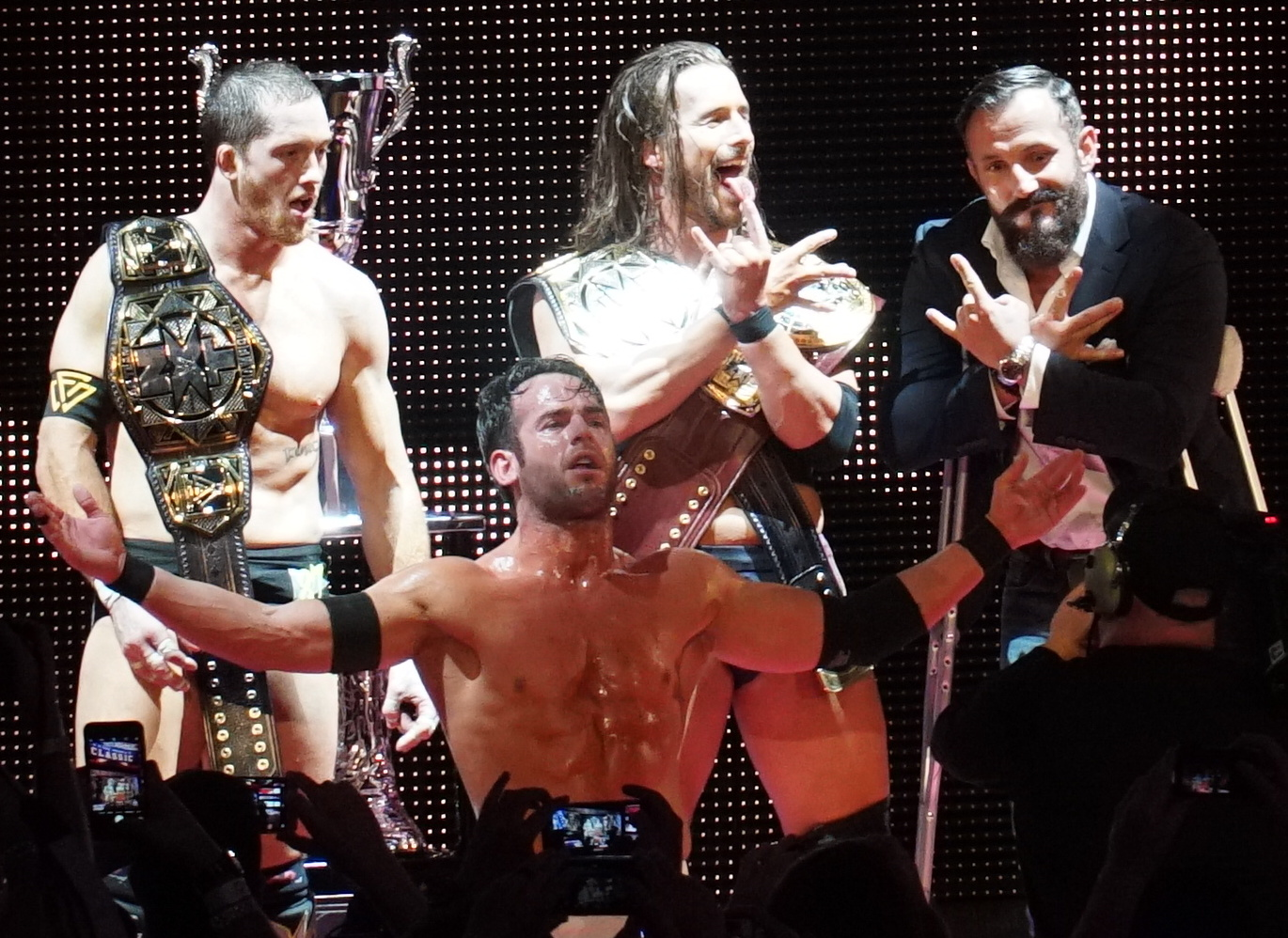
Bajo varias formaciones, The Undisputed Era (Kyle O'Reilly, Roderick Strong, Adam Cole, y Bobby Fish) posee el récord de mayor número de reinados como equipo, con 3, y, además, el de mayor número de días acumulativos como campeones con 550 días reconocidos por WWE.

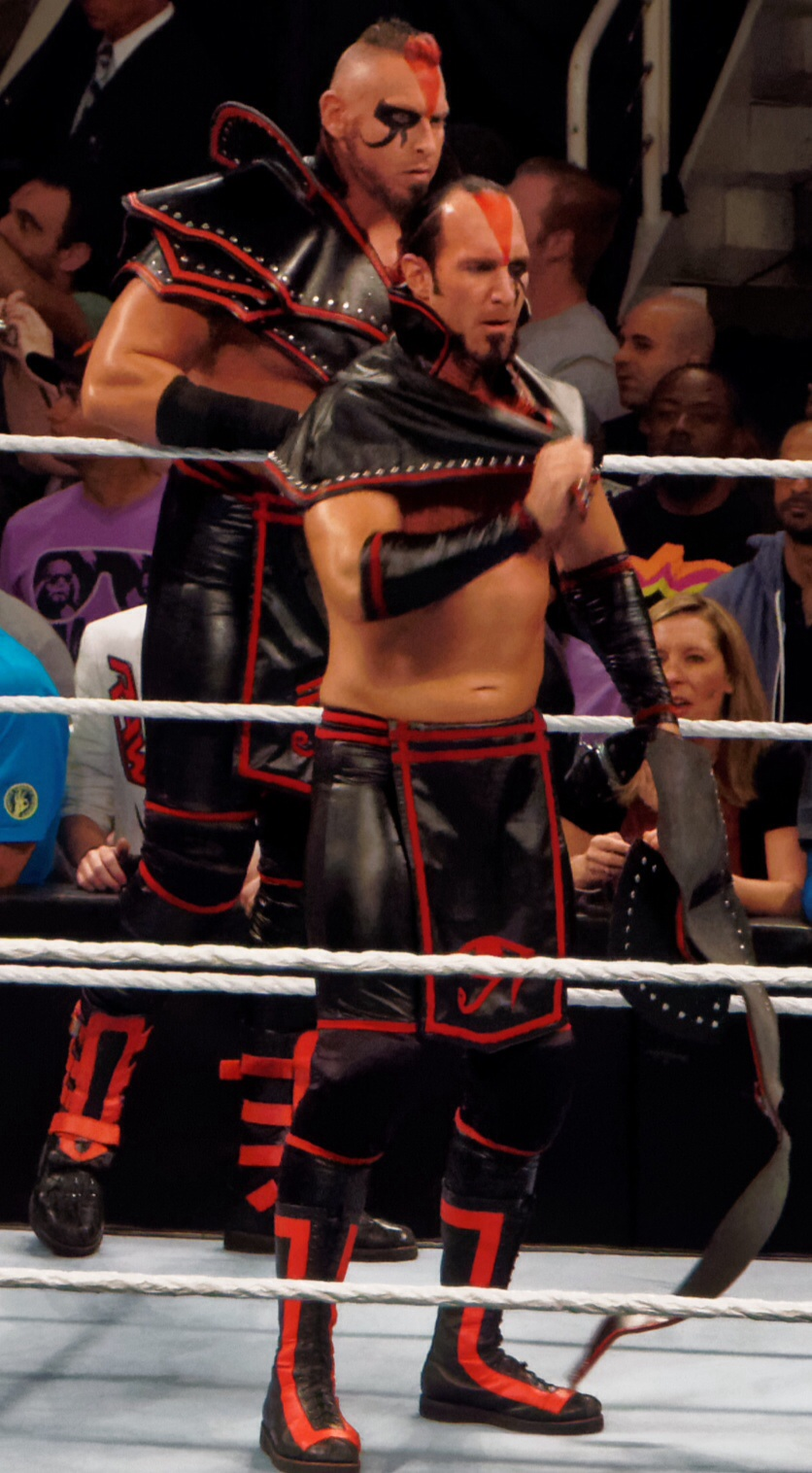
The Ascension (Konnor y Viktor) posee el reinado más largo de la historia del campeonato con 343 días reconocidos por WWE.

A la fecha del 16 de agosto de 2025.
| + | Indica a los campeones actuales. |

| N.º | Luchadora                                                                   | Reinados | Días combinados | Reconocidos por WWE |
| --- | --------------------------------------------------------------------------- | -------- | --------------- | ------------------- |
| 1   | The Undisputed Era (Adam Cole, Bobby Fish, Kyle O'Reilly & Roderick Strong) | 3        | 606             | 550                 |
| 2   | The Ascension (Konnor & Viktor)                                             | 1        | 364             | 343                 |
| 3   | Axiom & Nathan Frazer                                                       | 2        | 356             | 356                 |
| 4   | The Revival (Dash Wilder & Scott Dawson)                                    | 2        | 326             | 306                 |
| 5   | Imperium (Marcel Barthel & Fabian Aichner)                                  | 2        | 263             | 262                 |
| 6   | Murphy & Blake                                                              | 1        | 219             | 205                 |
| 7   | MSK (Wes Lee & Nash Carter)                                                 | 2        | 208             | 207                 |
| 8   | The Authors of Pain (Akam & Rezar)                                          | 1        | 203             | 202                 |
| 9   | The D'Angelo Family (Tony D'Angelo & Channing «Stacks» Lorenzo)             | 2        | 177             | 177                 |
| 10  | Gallus (Mark Coffey & Wolfgang)                                             | 1        | 176             | 175                 |
| 11  | Oney Lorcan & Danny Burch                                                   | 1        | 153             | 152                 |
| 12  | Pretty Deadly (Elton Prince & Kit Wilson)                                   | 2        | 150             | 149                 |
| 13  | The Lucha Dragons (Sin Cara & Kalisto)                                      | 1        | 126             | 139                 |
| 14  | Hank Walker & Tank Ledger                                                   | 1        | 119+            | 119+                |
| 15  | SAni†Y (Eric Young & Alexander Wolfe)                                       | 1        | 102             | 123                 |
| 16  | The Viking Raiders (Ivar y Erik)                                            | 1        | 95              | 109                 |
| 17  | The Creed Brothers (Brutus Creed & Julius Creed)                            | 1        | 92              | 91                  |
| 18  | The British Ambition (Adrian Neville & Oliver Grey)                         | 1        | 91              | 83                  |
| 19  | The BroserWeights (Matt Riddle & Pete Dunne)                                | 1        | 87              | 86                  |
| 20  | Adrian Neville & Corey Graves                                               | 1        | 84              | 76                  |
| 21  | Street Profits (Angelo Dawkins & Montez Ford)                               | 1        | 75              | 88                  |
| 22  | #DIY (Johnny Gargano & Tommaso Ciampa)                                      | 1        | 70              | 69                  |
| 23  | American Alpha (Jason Jordan & Chad Gable)                                  | 1        | 68              | 67                  |
| 24  | The Vaudevillains (Aiden English & Simon Gotch)                             | 1        | 61              | 81                  |
| 25  | Breezango (Fandango & Tyler Breeze)                                         | 1        | 56              | 56                  |
| 25  | The New Day (Kofi Kingston & Xavier Woods)                                  | 1        | 56              | 56                  |
| 25  | The Wolfdogs (Baron Corbin & Bron Breakker)                                 | 1        | 56              | 55                  |
| 28  | The Wyatt Family (Luke Harper & Erick Rowan)                                | 1        | 49              | 69                  |
| 29  | Chase University (Andre Chase & Duke Hudson)                                | 1        | 21              | 21                  |
| 30  | Chase University (Andre Chase & Ridge Holland)                              | 2        | 19              | 18                  |
| 31  | Moustache Mountain (Tyler Bate & Trent Seven)                               | 1        | 2               | 22                  |

#### Por luchador
| + | Indica a los campeones actuales. |

| N.º | Luchadora                 | Reinados | Días combinados | Reconocidos por WWE |
| --- | ------------------------- | -------- | --------------- | ------------------- |
| 1   | Kyle O'Reilly1            | 3        | 606             | 550                 |
| 2   | Bobby Fish1               | 2        | 387             | 352                 |
| 3   | Konnor                    | 1        | 364             | 343                 |
| 3   | Viktor                    | 1        | 364             | 343                 |
| 5   | Axiom                     | 2        | 356             | 355                 |
| 5   | Nathan Frazer             | 2        | 356             | 355                 |
| 7   | Dash Wilder               | 2        | 326             | 306                 |
| 7   | Scott Dawson              | 2        | 326             | 306                 |
| 9   | Roderick Strong1          | 2        | 288             | 378                 |
| 10  | Marcel Barthel            | 2        | 263             | 262                 |
| 10  | Fabian Aichner            | 2        | 263             | 262                 |
| 12  | Murphy                    | 1        | 219             | 205                 |
| 12  | Blake                     | 1        | 219             | 205                 |
| 14  | Nash Carter               | 2        | 208             | 207                 |
| 14  | Wes Lee                   | 2        | 208             | 207                 |
| 16  | Akam                      | 1        | 203             | 202                 |
| 16  | Rezar                     | 1        | 203             | 202                 |
| 18  | Adam Cole1                | 1        | 180             | 180                 |
| 19  | Tony D'Angelo             | 2        | 177             | 177                 |
| 19  | Channing «Stacks» Lorenzo | 2        | 177             | 177                 |
| 21  | Mark Coffey               | 1        | 176             | 175                 |
| 21  | Wolfgang                  | 1        | 176             | 175                 |
| 23  | Adrian Neville            | 2        | 175             | 159                 |
| 24  | Oney Lorcan               | 1        | 153             | 152                 |
| 24  | Danny Burch               | 1        | 153             | 152                 |
| 26  | Elton Prince              | 2        | 150             | 149                 |
| 26  | Kit Wilson                | 2        | 150             | 149                 |
| 28  | Sin Cara                  | 1        | 126             | 139                 |
| 28  | Kalisto                   | 1        | 126             | 139                 |
| 30  | Hank Walker               | 1        | 119+            | 119+                |
| 30  | Tank Ledger               | 1        | 119+            | 119+                |
| 32  | Eric Young                | 1        | 102             | 123                 |
| 32  | Alexander Wolfe           | 1        | 102             | 123                 |
| 34  | Ivar                      | 1        | 95              | 109                 |
| 34  | Erik                      | 1        | 95              | 109                 |
| 36  | Brutus Creed              | 1        | 92              | 91                  |
| 36  | Julius Creed              | 1        | 92              | 91                  |
| 38  | Oliver Grey               | 1        | 91              | 83                  |
| 39  | Matt Riddle               | 1        | 87              | 86                  |
| 39  | Pete Dunne                | 1        | 87              | 86                  |
| 41  | Corey Graves              | 1        | 84              | 76                  |
| 42  | Angelo Dawkins            | 1        | 75              | 88                  |
| 42  | Montez Ford               | 1        | 75              | 88                  |
| 44  | Johnny Gargano            | 1        | 70              | 69                  |
| 44  | Tommaso Ciampa            | 1        | 70              | 69                  |
| 46  | Jason Jordan              | 1        | 68              | 67                  |
| 46  | Chad Gable                | 1        | 68              | 67                  |
| 48  | Aiden English             | 1        | 61              | 81                  |
| 48  | Simon Gotch               | 1        | 61              | 81                  |
| 50  | Fandango                  | 1        | 56              | 56                  |
| 50  | Tyler Breeze              | 1        | 56              | 56                  |
| 50  | Kofi Kingston             | 1        | 56              | 56                  |
| 50  | Xavier Woods              | 1        | 56              | 56                  |
| 50  | Baron Corbin              | 1        | 56              | 55                  |
| 50  | Bron Breakker             | 1        | 56              | 55                  |
| 56  | Luke Harper               | 1        | 49              | 69                  |
| 56  | Erick Rowan               | 1        | 49              | 69                  |
| 58  | Andre Chase               | 2        | 40              | 39                  |
| 59  | Duke Hudson               | 1        | 21              | 21                  |
| 60  | Ridge Holland             | 1        | 19              | 18                  |
| 61  | Tyler Bate                | 1        | 2               | 22                  |
| 61  | Trent Seven               | 1        | 2               | 22                  |

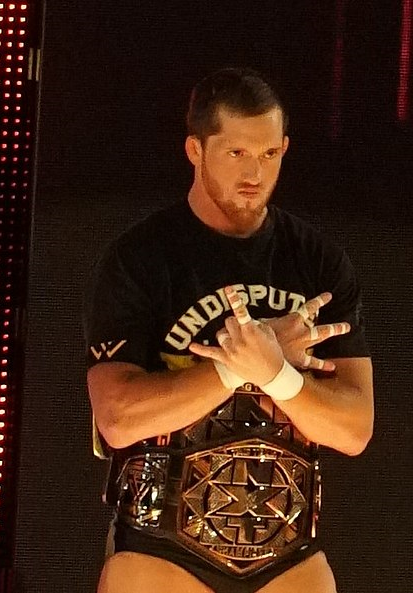
Individualmente, Kyle O'Reilly posee el récord de mayor cantidad de días acumulativos como campeón (606 días), y el de mayor número de reinados (3).

1Bobby Fish y Kyle O'Reilly de The Undisputed Era ganaron los títulos el 29 de noviembre de 2017. Adam Cole se convirtió en co-campeón bajo la freebird rule el 7 de abril de 2018 en lugar de Fish. Sin embargo, cuatro días después en NXT, Roderick Strong tomó su lugar; por lo que WWE reconoce esto como un único reinado ininterrumpido de 180 días para los 4 hombres.

### Mayor cantidad de reinados

#### Por equipos
| Reinados | Equipo                                                                                                  |
| -------- | --- |
| 3 veces  | The Undisputed Era                                                                                      |
| 2 veces  | The Revival, Imperium, MSK, Pretty Deadly, The D'Angelo Family, Chase University, Axiom & Nathan Frazer |

#### Por luchador
| Reinados | Luchador (es) |
| -------- | --- |
| 3 veces  | Kyle O'Reilly |
| 2 veces  | Adrian Neville, Dash Wilder, Scott Dawson, Bobby Fish, Roderick Strong, Marcel Barthel, Fabian Aichner, Nash Carter, Wes Lee, Elton Price, Kit Wilson, Tony D'Angelo, Channing «Stacks» Lorenzo, Andre Chase, Axiom, Nathan Frazer |